# Jonathan Anderson Bell
Pour les articles homonymes, voir Bell.
Jonathan Anderson Bell, né à Glasgow vers 1808 ou 1809, et mort le 28 février 1865, est un architecte, dessinateur et aquarelliste écossais.

## Biographie
Jonathan Anderson Bell naît à Glasgow vers 1808 ou 1809. Il est le troisième enfant et deuxième fils de l'avocat James Bell et de Janet Hamilton Bell. Il est le frère de Henry Glassford Bell (en) et de Jane Cross Simpson (en). Jonathan Anderson Bell étudie à l'université d'Édimbourg. Il passe la majeure partie des années 1829 et 1830 à Rome, en tant qu'étudiant en art. Il fait ensuite son stage d'architecte et reste pendant quelques années dans le bureau de MM. Rickman & Hutchison de Birmingham. Thomas Rickman (en) est une figure majeure du renouveau du gothique anglais, et devient un ami proche.
Pendant environ 27 ans, Jonathan Anderson Bell exerce la profession d'architecte à Édimbourg. Il conçoit notamment des maisons de campagne, comme Beeslack pour Charles Cowan (en), et les bâtiments Scottish baronial style Victoria Buildings, à Glasgow, pour Archibald Orr Ewing. Il est membre de l'Institut des architectes écossais. En 1839, il est nommé secrétaire de la Royal Association for the Promotion of the Fine Arts in Scotland, poste qu'il conserve jusqu'à sa mort.
Jonathan Anderson Bell meurt le 28 février 1865.